# Leucoloma leichhardtii
Leucoloma leichhardtii är en bladmossart som beskrevs av Georg Friedrich von Jaeger 1872. Leucoloma leichhardtii ingår i släktet Leucoloma och familjen Dicranaceae. Inga underarter finns listade i Catalogue of Life.